# Crema Football Club 1929-1930
Questa pagina raccoglie le informazioni riguardanti il Crema Football Club nelle competizioni ufficiali della stagione 1929-1930.

## Rosa
| N. |                   | Ruolo | Calciatore         |
| -- | ----------------- | ----- | ------------------ |
|    | Italia (bandiera) | C     | Renato Aschedamini |
|    | Italia (bandiera) | D     | Cerri              |
|    | Italia (bandiera) | A     | Cravedi            |
|    | Italia (bandiera) | P     | Cuti               |
|    | Italia (bandiera) | D     | Giavaldi           |
|    | Italia (bandiera) | D     | Corrado Guarnieri  |
|    | Italia (bandiera) | A     | Bruno Manenti      |

| N. |                   | Ruolo | Calciatore            |
| -- | ----------------- | ----- | --------------------- |
|    | Italia (bandiera) | P     | Pietro Meanti         |
|    | Italia (bandiera) | A     | Giovanni Moretti (II) |
|    | Italia (bandiera) | C     | Giuseppe Moretti (I)  |
|    | Italia (bandiera) | D     | Bruno Pizzamiglio     |
|    | Italia (bandiera) | C     | Salvatore Salvetti    |
|    | Italia (bandiera) | A     | Carlo Voltini (I)     |
|    | Italia (bandiera) | C     | Voltini (II)          |